# Kościół Chrystusa Króla w Jabłonowie Pomorskim
Kościół parafialny pw. Chrystusa Króla w Jabłonowie Pomorskim – świątynia wybudowana w latach 1907-1908 jako kościół protestancki, od 1945 katolicka. 

## Historia
Nie ma zgodności co do architekta świątyni. Najbardziej prawdopodobną osobą jest August Stüler, twórca również pałacu Narzymskich oraz kościoła św. Wojciecha. Rok 1908 to również data wyświęcenia kościoła i przekazania go do użytku parafii luterańskiej, której duszpasterzem był pastor Puppe.  
Obiekt był użytkowany przez luteran do II wojny światowej. Po zakończeniu działań wojennych przekazany katolikom w kiepskim stanie technicznym. Niezbędny był remont dachu i wymiana części wyposażenia. W latach 70. obiekt został unowocześniony - zbudowano parking, salki katechetyczne oraz zadbano o wygląd otoczenia kościoła sadząc drzewa. Ponowną redekorację prezbiterium obiekt przeszedł w latach 90. XX wieku.

## Architektura
Kościół utrzymany jest w stylu neogotyckim, jednak w odróżnieniu od pałacu i świątyni pw. św. Wojciecha naśladuje architekturę powstałą w tej epoce na terenie Europy, a nie w Anglii. Zbudowany jest z czerwonej cegły, orientowany, z wieżą frontową zwieńczoną krzyżem, na planie prostokąta. Nawa kościelna ma długość 25 metrów, 30 razem z prezbiterium, oraz szerokość 14 metrów. 

## Wnętrze
Ze względu na surowość wnętrz świątyń protestanckich kościół nie posiada wiele cennego wyposażenia. Znajduje się w nim witraż przedstawiający Chrystusa Wszechwładcę, powstały w 1908 r. Drugim cennym zabytkiem jest kopia znajdującego się w Rzymie obrazu Matki Bożej Nieustającej Pomocy, namalowana przez Giovanniego Burkhardta w 1859 r. na desce z mahoniu. 
W kościele znajdują się organy zbudowane przez Edwarda Wittka i Augusta Terletzkiego z Elbląga, początkowo czternasto-, obecnie szesnastogłosowe. Powstały w 1907 r., jednak w latach 1957 i 1986 ulegały poważnym przebudowom i wymianom uszkodzonych części.